# Abdelrahman Mahmoud
Abdelrahman Mahmoud (arabisch عبدالرحمن محمود, * 1. Januar 2001) ist ein bahrainischer Leichtathlet, der sich auf das Kugelstoßen spezialisiert hat und in dieser Disziplin den bahrainischen Landesrekord innehat.

## Sportliche Laufbahn
Erste internationale Erfahrungen sammelte Abdelrahman Mahmoud bei den Asienmeisterschaften 2019 in Doha, bei denen er mit neuem Landesrekord von 18,62 m den fünften Platz belegte. Ende Oktober startete er bei den Militärweltspielen in Wuhan, brachte dort aber keinen gültigen Versuch zustande. 2021 stellte er in Weißrussland Mitte Januar mit 19,61 m einen neuen Landesrekord auf und verbesserte diesen in der darauffolgenden Woche auf 21,10 m, womit er den Asienrekord des Iraners Mehrdelan Shahin aus dem Jahr 2020 um 36 Zentimeter verbesserte und damit auch die Qualifikationsnorm für die Olympischen Spiele erfüllte. Mitte Juni siegte er mit 21,15 m bei den Arabischen Meisterschaften in Radès und verbesserte auch damit den Freiluft-Asienrekord von Sultan al-Habashi aus dem Jahr 2009. Kurz darauf wurde der Asienrekord aber von Tejinder Pal Singh weiter gesteigert. Im August startete er dann bei den Olympischen Spielen in Tokio, verpasste dort aber mit 20,14 m den Finaleinzug.
2022 gewann er bei den Islamic Solidarity Games in Konya mit 19,44 m die Bronzemedaille hinter dem Türken Alperen Karahan und Mohammed Tolo aus Saudi-Arabien. Im Jahr darauf siegte sie mit 20,65 m bei den Westasienmeisterschaften in Doha und siegte anschließend mit 19,90 m bei den Arabischen-U23-Meisterschaften in Radès. Daraufhin gewann er bei den Panarabischen Spielen in Algier mit 19,17 m die Silbermedaille hinter dem Ägypter Mostafa Amr Hassan. Ende September wurde er bei den Asienspielen in Hangzhou mit 19,74 m Vierter. 2025 belegte er bei den Asienmeisterschaften in Gumi mit 19,27 m den vierten Platz.

## Persönliche Bestzeiten
- Kugelstoßen: 21,15 m, 16. Juni 2021 in Radès (bahrainischer Rekord)
  - Kugelstoßen (Halle): 21,10 m, 29. Januar 2021 in Homel (Asienrekord)